# Monterrey
Monterrey là một đô thị thuộc bang Nuevo León, México. Năm 2005, dân số của đô thị này là 1133814 người.

## Khí hậu
| Tháng                                                                                             | 1            | 2            | 3            | 4            | 5            | 6            | 7            | 8            | 9            | 10           | 11           | 12           | Năm           |
| ------------------------------------------------------------------------------------------------- | ------------ | ------------ | ------------ | ------------ | ------------ | ------------ | ------------ | ------------ | ------------ | ------------ | ------------ | ------------ | ------------- |
| Cao kỉ lục °C (°F)                                                                                | 38.0 (100.4) | 39.5 (103.1) | 43.0 (109.4) | 48.0 (118.4) | 46.0 (114.8) | 45.0 (113.0) | 41.5 (106.7) | 42.5 (108.5) | 41.0 (105.8) | 39.0 (102.2) | 39.0 (102.2) | 39.0 (102.2) | 48.0 (118.4)  |
| Trung bình ngày tối đa °C (°F)                                                                    | 20.7 (69.3)  | 23.2 (73.8)  | 26.9 (80.4)  | 30.0 (86.0)  | 32.2 (90.0)  | 33.8 (92.8)  | 34.8 (94.6)  | 34.5 (94.1)  | 31.5 (88.7)  | 27.6 (81.7)  | 24.1 (75.4)  | 21.2 (70.2)  | 28.4 (83.1)   |
| Trung bình ngày °C (°F)                                                                           | 14.4 (57.9)  | 16.6 (61.9)  | 20.0 (68.0)  | 23.4 (74.1)  | 26.2 (79.2)  | 27.9 (82.2)  | 28.6 (83.5)  | 28.5 (83.3)  | 26.2 (79.2)  | 22.4 (72.3)  | 18.4 (65.1)  | 15.1 (59.2)  | 22.3 (72.1)   |
| Tối thiểu trung bình ngày °C (°F)                                                                 | 8.2 (46.8)   | 10.0 (50.0)  | 13.2 (55.8)  | 16.7 (62.1)  | 20.2 (68.4)  | 22.0 (71.6)  | 22.3 (72.1)  | 22.5 (72.5)  | 20.9 (69.6)  | 17.2 (63.0)  | 12.7 (54.9)  | 9.1 (48.4)   | 16.3 (61.3)   |
| Thấp kỉ lục °C (°F)                                                                               | −7 (19)      | −7 (19)      | −1 (30)      | 5.0 (41.0)   | 8.0 (46.4)   | 11.5 (52.7)  | 11.0 (51.8)  | 12.2 (54.0)  | 2.0 (35.6)   | 2.0 (35.6)   | −5 (23)      | −7.5 (18.5)  | −7.5 (18.5)   |
| Lượng Giáng thủy trung bình mm (inches)                                                           | 16.6 (0.65)  | 16.5 (0.65)  | 19.9 (0.78)  | 29.7 (1.17)  | 52.3 (2.06)  | 68.4 (2.69)  | 43.0 (1.69)  | 81.6 (3.21)  | 150.6 (5.93) | 75.1 (2.96)  | 23.0 (0.91)  | 14.1 (0.56)  | 590.8 (23.26) |
| Số ngày giáng thủy trung bình (≥ 0.1 mm)                                                          | 4.2          | 3.8          | 3.4          | 4.5          | 5.7          | 5.6          | 3.9          | 6.4          | 8.2          | 6.5          | 4.1          | 3.4          | 59.7          |
| Số ngày tuyết rơi trung bình                                                                      | 0.03         | 0.0          | 0.0          | 0.0          | 0.0          | 0.0          | 0.0          | 0.0          | 0.0          | 0.0          | 0.0          | 0.0          | 0.03          |
| Độ ẩm tương đối trung bình (%)                                                                    | 67           | 64           | 58           | 61           | 66           | 66           | 63           | 63           | 69           | 71           | 68           | 69           | 65            |
| Số giờ nắng trung bình tháng                                                                      | 142          | 154          | 195          | 193          | 192          | 206          | 249          | 242          | 200          | 170          | 163          | 133          | 2.239         |
| Nguồn 1: Servicio Meteorológico Nacional (extremes 1929–2010, humidity 1981–2000)                 |              |              |              |              |              |              |              |              |              |              |              |              |               |
| Nguồn 2: Colegio de Postgraduados (snowy days 1951–1980), Deutscher Wetterdienst (sun, 1961–1990) |              |              |              |              |              |              |              |              |              |              |              |              |               |